# مارو (البرازيل)
مارو بلدية في ولاية باهيا في المنطقة الشمالية الشرقية من البرازيل.
تقع البلدية في شبه جزيرة تسمى «شبه جزيرة مارو»، وهي منطقة فسيولوجية تسمى «منطقة الكاكاو». المدينة غنية بالمعادن وخاصة الجبس الزيتي والنفط.

## جغرافية
تحتوي البلدية على نسبة 49.32٪ من إجمالي 118,000 هكتار (290,000 أكر) من بايا دي كامامو لحماية البيئة، التي تم إنشاؤها في عام 2002.